# Colt Trooper
Colt Trooper револьвер на середній рамі, подвійної дії з шестизарядним барабаном, під набої .22, .38 та .357 Magnum калібрів. Розроблено, як менш дорогу альтернативу висококласним Colt .357 та пізнім Colt Python та Colt King Cobra. Револьвер випускали для правоохоронців і цивільних.

## Розробка і історія
В 1953 році компанія Colt's Manufacturing Company представила револьвер Trooper та його елітний варіант під набій .357 Magnum. Револьвери повинні були зайняти нішу на ринку револьверів на середній рамці, оскільки правоохоронці довго скаржилися на велику вагу ранніх моделей. Два револьвери були зроблені ідеально за розміром та керованістю під набій.38 Special та більш потужний набій .357. Зброя була альтернативою і суперником револьвера Smith & Wesson’s Модель 28 "Highway Patrolman". Кольти були легшими і зручнішими. 

## Варіанти

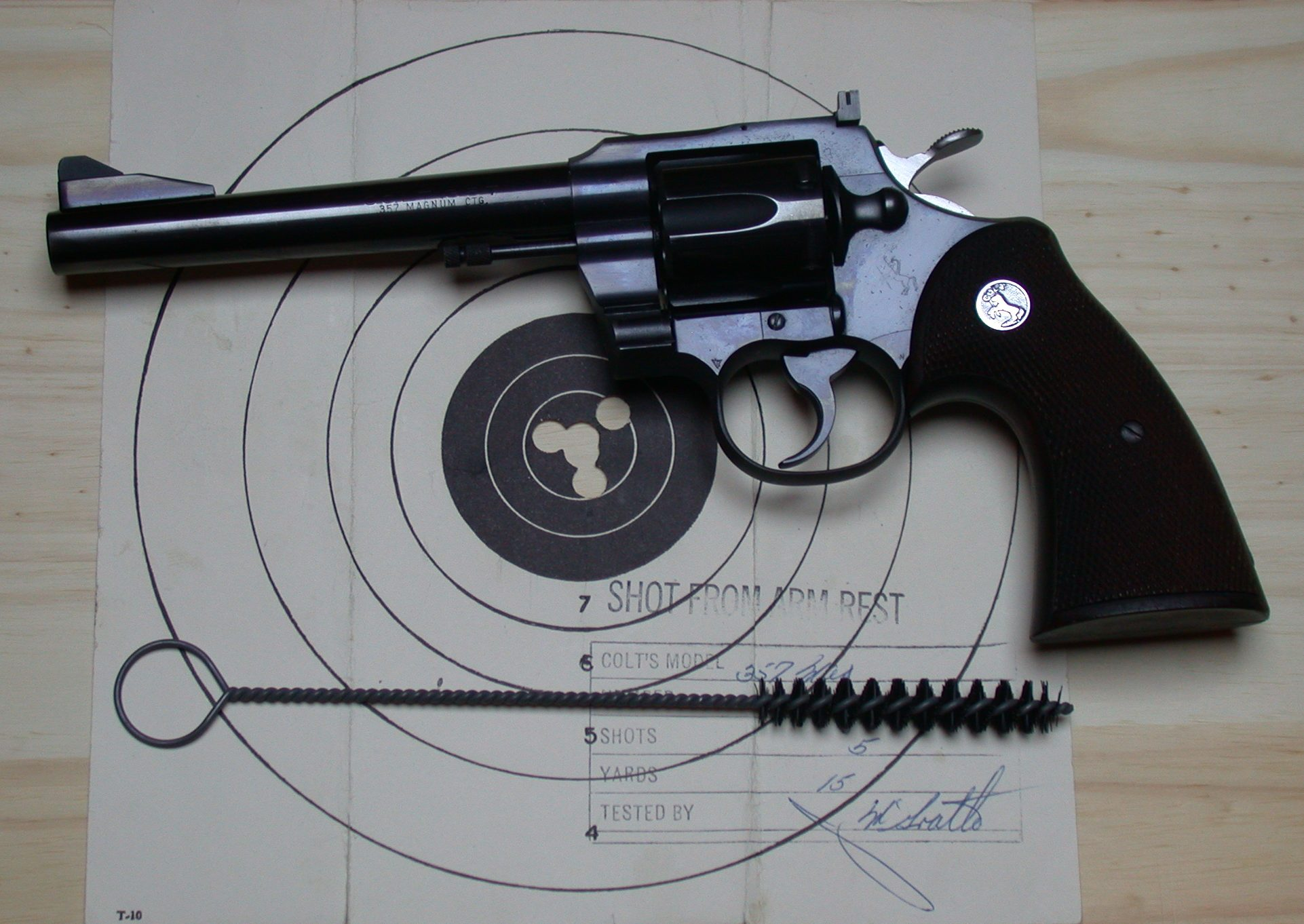
Рання модель.357 Magnum

### Trooper

#### 1953 – 1969
Оригінальний Trooper був версією револьвера Officers Model Match з важким стволом і був створений на середній рамці Кольта I. Він заряджався набоями .22 Long Rifle та .38 Special. Револьвер було виготовлено з якісної вуглецевої сталі, його випускали в синій вороненій та нікельованій обробках. Ранні воронені револьвери Trooper мали двокольорову схему з тьмяною обробкою Colt Royal Blue на пласких поверхнях та чорна текстурована піскоструйна обробка на краях і  канавках барабана. Були доступні дві версії, Цільова та Службова, револьвера Trooper. Цільова версія мала спортивне руків'я з горіховими щічками, широкий та більший цільовий курок та та регульований відкритий приціл. Службова версія мала менші, простіші курок та руків'я і фіксовані приціли. Ствол версії під набій .22 калібру був довжиною 4 дюйми, а версія під набій .38 Special мала стволи довжиною 4 та 6 дюймів. Версія під набій .22 калібру призначалася для ‘практичних’ стрільб. Всі револьвери Trooper цієї серії мали ударники на курку. Револьвер Trooper був спрямований на сегмент ринку вогнепальної зброї початкового рівню та для правоохоронців, в той час як якісна та полірована модель 357 повинна була стати преміальною пропозицією. Обидві моделі мали однакові ковані та трудомісткі ударно-спускові механізми ручної роботи.
Після появи більш дорого револьвера Python в 1955 році, Кольт припинив випуск револьвера .38 Special Trooper в 1961 році, а також позбувся прізвиська .357, тому назва залишилася Trooper. В новій пропозиції залишили калібр .357 magnum та змонтований на рамі ударник, але обробка залишися більш простого початкового рівня. Trooper продовжили пропонувати під набої .22 Long rifle, та як і всі револьвери .357 Magnum, могли використовувати набої .38 Special.

### MK III

#### Trooper

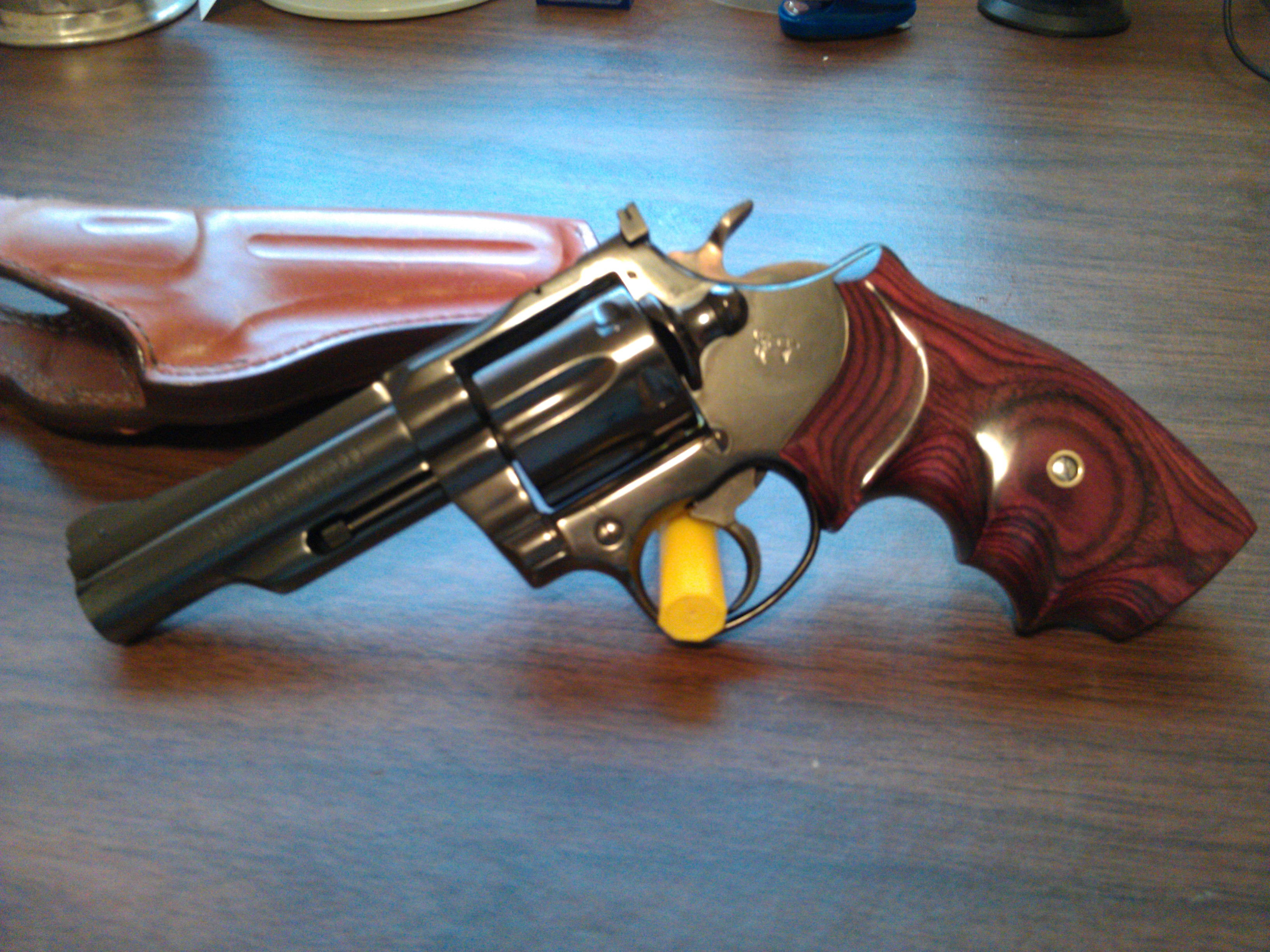
Colt Trooper Mk III, (приблизно 1980 р.) зі стволом 4 дюйми та дерев'яними щічками

Наприкінці 1960-х, компанія Colt почала турбуватися про скорочення своєї ринкової частки через зростання цін, викликаного високими витратами на робочу силу. У відповідь на в 1969 році було презентовано нову виробничу лінію револьверів серії MK III. Серія повинна була стати першою сильно вдосконаленою конструкцією Кольта з початку 20-го століття. В серії MK III було використано нову раму ‘J’ і нові, не сумісні з попередніми моделями, деталі. Нові револьвери мали систему запірних механізмів, так що револьвер міг стріляти лише після повного натискання на спусковий гачок. Також було покращено внутрішні пружини Mark III. На відміну від старих пласких, вони були спіральними і зроблені зі стійкої до корозії неіржавної сталі. Револьвер .357 Magnum Trooper став першою пропозицією нової виробничої лінії. Він мав важкий ствол з суцільним ребром згори, а також підствольний кожух для захисту стрижня ежектора. В нього можна було заряджати новий набій, .22 Winchester Magnum Rimfire, який також з'явився в той час. Серія MK III складалася з багатьох моделей, деякі з яких були оновленням існуючих конструкцій. Класичні моделі включали Colt Official Police під набій .38 Special, як базову/просту пропозицію, та Trooper під набій .357 Magnum. Серед новинок лінійки були Lawman, Metropolitan Police та Border Patrol. Знято з виробництва серію MK III було в 1983 році.

#### Lawman
Lawman .357 Magnum 'службова' або 'поліцейська' версія Trooper і свого роду дешевою моделлю для правоохоронців або приватних охоронців, яким потрібна дешева зброя. Lawman мав фіксовані приціли і не мав підствольного кожуха. Ранні револьвери Lawman мали тонкі курки та вузькі спускові гачки, але більшість револьверів Lawman мали стандартні кури та спускові гачки MK III Trooper. Спочатку револьвери поставляли з вузькими службовими руків'ями, але більшість мали великі цільові руків'я. Обробка була нікельована, щічки гумові Pachmayr "Signature" з медальоном Кольта. Lawman мали важкі стволи довжиною два або чотири дюйми. Ранні версії Lawman з 2-дюмовими стволами не мали підствольного кожуха; але пізні моделі отримали унікальні кожухи захисту стрижня ежектора Lawman, який був дещо схожий на кожух револьвера Colt Detective Special. Як і MK III Trooper, MK III Lawman випускали з 1969 по 1983.

### MK V
Як і MK III, серія Mark V була абсолютно новою лінійкою яка включала варіанти Official Police, Lawman та Trooper. Серія MK V базувалася на новій, дещо меншій рамці ‘V’, яка схожа за розміром на раму Smith & Wesson's ‘K’. Відмінності від моделей MK III були мінімальні і багато деталей залишилося ідентичними. Компанія Кольт відмовилася від УСМ зі спеченого металу як у MK III на користь литих деталей та покращила ударно-спусковий механізм новими деталями і вкоротили хід курка. Ці покращення зробили MK V хід спускового гачка плавним, при цьому зменшення часу зведення покращило точність. Зовнішні модифікації включали компактну рамку руків'я з закругленими щічками; інші зміни були інженерними, спрямовані на спрощення та полегшення виробництва.
- Trooper: Варіанти залишилися такими ж, як і у моделей MK III, але запуск MK V означав появу варіанта з вентильованого планкою ствола, аналогічно револьверу Python. Також залишалася традиційна суцільна планка.[5]
- Lawman: Зовнішні варіанти та обробки MK V Lawman залишилися такими самими як і у версії MK III.[5]
- Whitetailer: Варіант випущений обмеженою партією для мисливців. Whitetailer мав восьмидюймовий ствол та кронштейни для оптичного прицілу.[5]